# Augusto Pinochet
 (juillet 2025).
Augusto Pinochet [awɡusto pinɔʃɛ] (en espagnol : [auˈɣusto pinoˈ(t)ʃe, -ˈ(t)ʃet]), né le 25 novembre 1915 à Valparaíso (Chili) et mort le 10 décembre 2006 à Santiago (Chili), est un militaire et homme d'État chilien, président de la République du 17 décembre 1974 au 11 mars 1990, période pendant laquelle il dirige une dictature militaire.
Commandant en chef de l'armée chilienne, le général Pinochet prend la tête du coup d'État du 11 septembre 1973 contre le gouvernement du président socialiste Salvador Allende, élu démocratiquement en 1970. À la suite de ce coup de force, une dictature militaire se met en place : Pinochet dirige le pays pendant 17 ans, d'abord comme président de la junte de gouvernement (1973-1974), ensuite comme président de la République désigné par la junte (1974-1981) puis comme président de la République dans le cadre d'un nouveau régime constitutionnel mis en place à partir du 11 mars 1981.
La dictature d'Augusto Pinochet est marquée par de multiples violations des droits de l'homme (plus de 3 200 morts et disparus, plus de 38 000 torturés, des dizaines de milliers d'arrestations de dissidents), lesquelles ont fait l'objet de trois rapports et de quatre procédures judiciaires dans les années 1990 et 2000, et ont entraîné l'exil de plusieurs centaines de milliers de Chiliens. La présidence de Pinochet est dénoncée dans son ensemble comme une période de dictature militaire, par de nombreux médias et ONG ainsi que par ses opposants,,,,,,,. Elle est décrite comme telle par les historiens ; la qualification de dictature est également reprise par le rapport Valech, publié au Chili en 2004. Ses partisans chiliens considèrent au contraire qu'il a « sauvé » le pays en l'empêchant d'adopter le communisme,.
Sur le plan économique, son régime est marqué par la libéralisation de l'économie, la liberté des échanges et l'ouverture du pays à la concurrence internationale, réformes inspirées par les « Chicago boys », rompant avec les précédentes politiques économiques interventionnistes. La situation de « stabilité économique » qui aurait été atteinte par le Chili sous le régime de Pinochet est louée par les partisans de ses réformes ; Milton Friedman a lancé à ce sujet l'expression de « miracle chilien ». L'ampleur, voire la réalité, de cette réussite économique donne lieu à de nombreux débats,,.
Ses années de pouvoir lui permettent de s'enrichir considérablement à la faveur de dizaines de comptes bancaires détenus secrètement à l'étranger et d'une fortune en biens immobiliers. Il sera ultérieurement poursuivi en justice pour des détournements de fonds provenant des privatisations, des fraudes fiscales et pour de possibles commissions prélevées sur des contrats de ventes d'armes,.
Augusto Pinochet perd le référendum de 1988 qu'il a organisé pour se maintenir au pouvoir et doit participer à la préparation de la transition vers la démocratie. Après avoir cédé le pouvoir à Patricio Aylwin (nouveau président élu) le 11 mars 1990, il reste commandant en chef de l'armée chilienne jusqu'en 1998, puis devient sénateur à vie, en tant qu'ancien président.
Le 10 octobre 1998, il est arrêté à Londres à la suite d'une plainte internationale déposée en Espagne pour « génocide, terrorisme et tortures ». Il est libéré pour raisons de santé en mars 2000 et peut alors retourner au Chili. Personnalité chilienne qui a suscité l'admiration des uns et la haine des autres, le journaliste argentin Washington Uranga le décrit comme « le symbole tragique d'une époque ». Il meurt avant que les procédures judiciaires engagées contre lui n'aient abouti.

## Origines et famille

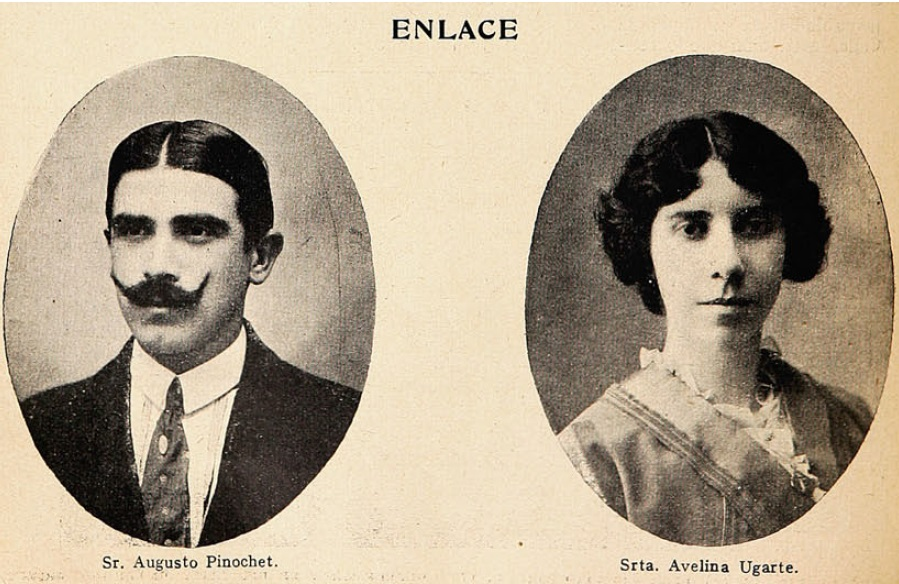
Les parents d’Augusto Pinochet : Augusto Pinochet Vera (1891-1944) et Avelina Ugarte Martínez (1895-1986).

Fils d'un courtier en douane, Augusto Pinochet est né dans une famille de la classe moyenne, descendant d'une famille bretonne arrivée au Chili au XVIIIe siècle, originaire de la ville de Lamballe, en Bretagne.
Son oncle Norbert Pinochet, habitant de Montaigut-en-Combraille, était un Camelot du Roi. Il fut notamment responsable de l'évasion de prison d'un militant dénommé Gabriel de Baleine en imitant la voix de Raymond Poincaré.
Le premier Pinochet à vivre au Chili est un marin, Guillaume Pinochet, né à Saint-Malo, en Bretagne et arrivé à Concepción en 1720 avec un bateau chargé de marchandises, ne pouvant rien débarquer car seuls les espagnols avaient le droit de commercer. Il se marie alors dans la noblesse locale avec Doña Úrsula de la Vega y Montero de Amaya pour pouvoir débarquer ses marchandises. Son fils, né de ce mariage, fut capitaine dans l'armée chilienne.
Conscient de son ascendance française, Pinochet raconte que son oncle lui a enseigné le français, qu'il finira toutefois par oublier en grande partie. Ses personnages historiques français préférés sont Napoléon Bonaparte (dont il possède un portrait encadré) et Louis XIV.
L'épouse d'Augusto Pinochet, Lucía Hiriart Rodríguez, fille d'un ancien ministre et sénateur radical, Osvaldo Hiriart Corvalán, est quant à elle descendante d'immigrés basques français (famille Hiriart de Nilo). Ils se marient le 30 janvier 1943, malgré l'opposition des parents de Lucía (la carrière militaire n'était pas prisée des hautes classes de l'époque). Le couple a trois filles et deux garçons : Inés Lucía, Augusto, María Verónica et Marco Antonio et Jacqueline.

## Études et carrière militaires

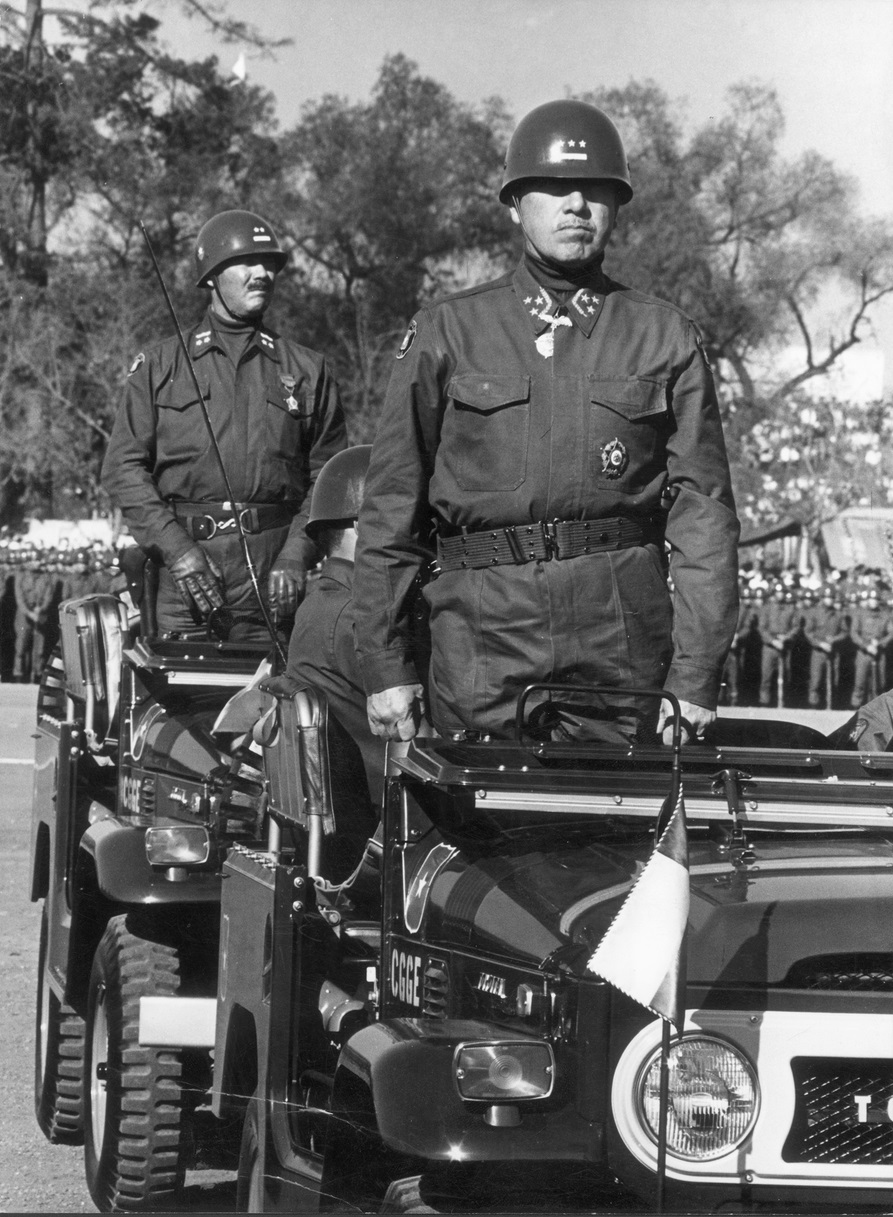
Augusto Pinochet lors d'un défilé militaire en 1971.

Il fait ses études primaires et secondaires au Seminario San Rafael à Valparaíso, à l'Institut Rafael Ariztía des frères maristes à Quillota et à l'école des pères français à Valparaíso (CMP).
En 1933, à 18 ans et après trois tentatives, il entre dans l'académie militaire de Santiago. En 1937, il achève ses études, il est promu au grade d'Alférez (aspirant) dans l'infanterie. Il commence dès lors son service militaire et en septembre 1937, rejoint le régiment « Chacabuco » à Concepción avant d'obtenir le grade de lieutenant en 1938.
Lors des débuts de la guerre froide, en 1947, le capitaine Pinochet est responsable d'un camp de prisonniers à Iquique où sont détenus les dirigeants du Parti communiste chilien sur ordre du président Videla.
Il devient commandant et officier d'état-major en 1953. Il termine ses études à l'Académie de guerre de Santiago. En 1955, il commence ses études de droit à l'université du Chili.
En 1963, il dirige l'école militaire de Santiago, où il enseigne notamment la géographie politique.
Il est promu au rang de colonel en 1967. L'année suivante, le général Alfredo Mahn le nomme chef d'état-major dans la division Santiago. L'année suivante, en 1969, il est nommé chef de la sixième division à Iquique (ville la plus importante du Nord du Chili, c'est la capitale de la région de Tarapacá). En 1970, le président Eduardo Frei le nomme général de brigade.
Après l'élection du docteur Salvador Allende à la présidence de la République, la situation économique du Chili se dégrade, notamment en raison des grèves incessantes, celle des camionneurs en tête. L'inflation, d'abord en baisse, progresse ensuite et atteint 150 %. Les États-Unis, après avoir tenté brièvement d'empêcher l'accession au pouvoir d'Allende par des moyens légaux ou parfois plus discutables, soutiennent les journaux et partis d'opposition ; ils craignent d'une part qu'un pays d'Amérique latine passe sous « influence soviétique » et d'autre part que des nationalisations spolient leurs compagnies. Les actions du Mouvement de la gauche révolutionnaire (MIR), groupe révolutionnaire d'extrême gauche, et de Patria y Libertad, groupe paramilitaire d'extrême droite, contribuent à la déstabilisation politique.
En 1971, face aux manifestations d'opposition, le général Pinochet, chargé de l'ordre public à Santiago, déclare espérer « que l'armée n'aura pas à descendre dans la rue, parce que ce sera pour tuer ». Il fait saisir Tribuna, un journal de l'opposition conservatrice pour « insulte à l'armée », et assure que « les coups d'État militaires n'existent pas au Chili », puis officie comme aide de camp du chef d'État cubain Fidel Castro pendant sa visite d'État au Chili.
Il est nommé chef d'état-major du général Carlos Prats, commandant de l'armée de terre, en 1972, et entretient de bons rapports avec José Tohá, le ministre de la Défense. En juin 1973, de sa propre initiative, il met un terme à une rébellion du 2e régiment blindé, ce qui lui vaut d'être nommé général de division sur recommandation de Carlos Prats en juin 1973.
Le 23 août 1973, Prats démissionne. Le président Salvador Allende, pour rétablir l'ordre, nomme commandant en chef de l'armée chilienne Augusto Pinochet « parce qu'il lui faisait confiance — ils étaient tous deux francs-maçons, originaires de la même région — mais aussi parce que le président socialiste, médecin, grand bourgeois, n'imaginait pas que l'ambition puisse venir à ce militaire sans épaisseur » selon le journaliste Bruno Patino.

## Coup d'État du 11 septembre 1973
D'abord loyal à Salvador Allende, le général Pinochet se joint in extremis au complot organisé par l'amiral José Toribio Merino, commandant en chef de la marine, et le commandant en chef de l'armée de l'air, le général Gustavo Leigh. Plus tard, Pinochet mentira dans ses Mémoires en affirmant avoir préparé l'opération un an à l'avance.
Le complot débouche sur le coup d'État du 11 septembre 1973, pendant lequel le palais présidentiel (Palacio de la Moneda) est bombardé avec des avions de fabrication britannique Hawker Hunter. Pinochet veut tendre un piège à Allende pour le tuer : « Nous maintenons l'offre de lui faire quitter le pays, mais l'avion tombera en plein vol ! ». Allende se suicide, suspectant un piège et arguant que « le président de la République élu par le peuple ne se rend pas ».
La répression commence pour ses partisans ou suspectés tels : le stade national sert de prison à ciel ouvert pour 40 000 personnes. D'autres prisonniers sont détenus et torturés au stade Chili, et dans des camps de concentration organisés à la hâte. Selon le rapport Rettig publié en 1991, le nombre de victimes de la junte militaire est de 2 279 personnes assassinées par des agents de la dictature, 641 tuées pour des motifs non élucidés (crapuleux ou politiques), et de 957 disparues. La Commission chilienne sur la prison politique et la torture dans le rapport Valech en 2004 comptabilise 33 221 arrestations arbitraires et cas de tortures entre 1973 et 1990, dont 27 255 personnes pour des raisons politiques.
Malgré la difficulté d'établir un recensement précis, on estime qu'entre cinq cent mille et un million de Chiliens auraient quitté le pays entre 1973 et 1989, ce qui représente 5 à 10 % de la population de l'époque.

## Chef de l'État (1973-1990)

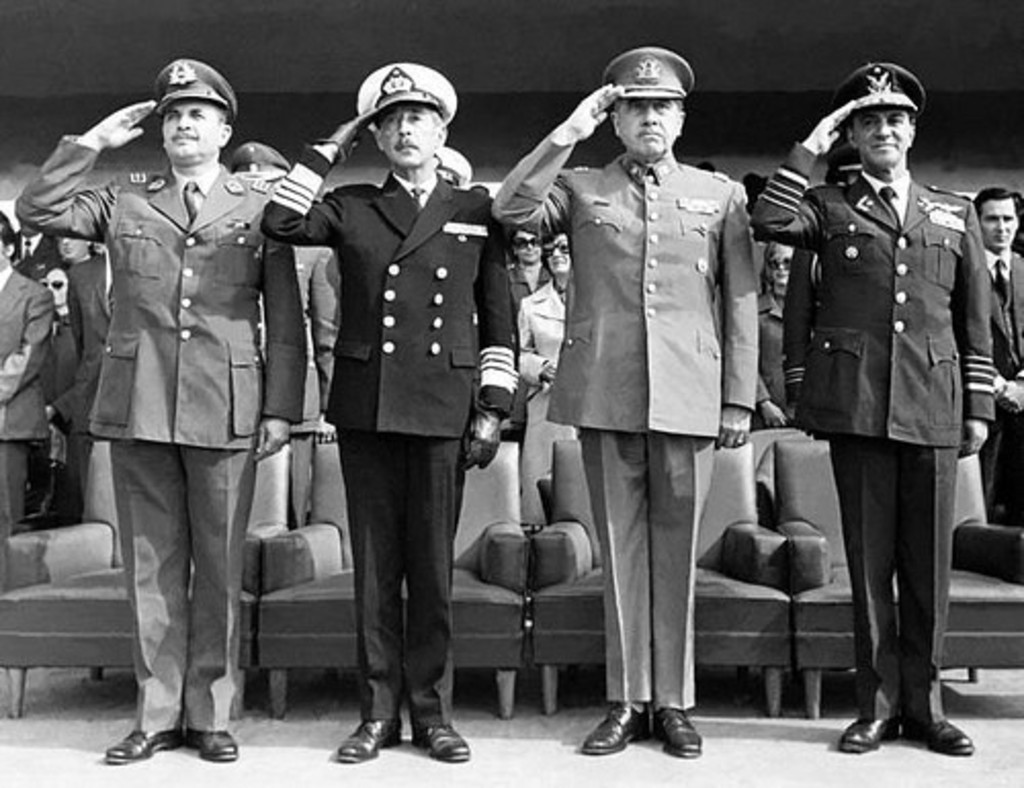
Les quatre dirigeants de la junte militaire. De gauche à droite :César Mendoza (Carabiniers), José Toribio Merino (Marine), Augusto Pinochet (Armée de terre), Gustavo Leigh Guzmán (Armée de l'air).

Le 11 septembre 1973, les officiers putschistes proclament, dans un acte solennel, le décret loi no 1, l'établissement d'une junte militaire de gouvernement « assumant le mandat suprême de représenter la Nation ». Augusto Pinochet avait préalablement pris la présidence de cette junte gouvernementale, en sa qualité de commandant en chef de la branche la plus ancienne des Forces armées. Cette charge, qui à l'origine devait être tournante, devient finalement permanente. Le premier gouvernement mis en place se compose de 13 militaires sur un total de 15 membres. Le 27 juin 1974, Pinochet est nommé « chef suprême de la Nation », en vertu du décret-loi no 527, charge qui est remplacée par celle de président de la République, le 17 décembre 1974, en vertu du décret-loi no 806 de la junte, dont il sera membre jusqu'en 1981, et qui s'est arrogé les fonctions constituantes et législatives à la place du Congrès national, dissous depuis le 21 septembre 1973.

### Répression

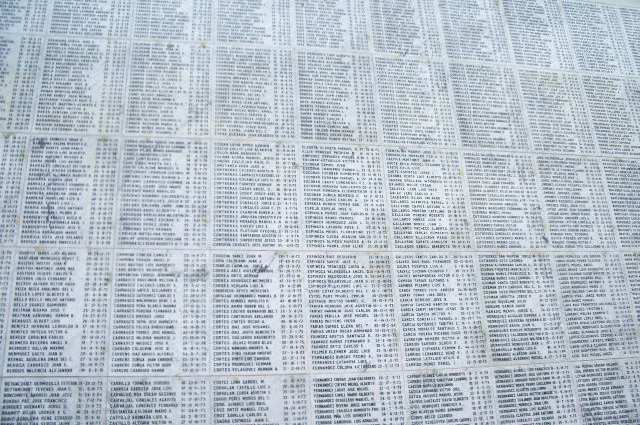
Mémorial en hommage aux victimes assassinées par la dictature militaire d'Augusto Pinochet, entre 1973 et 1990 : une partie des noms des militants politiques exécutés.

Dès le 12 septembre 1973, Augusto Pinochet prend l'ascendant sur la junte et met fin aux espérances de la droite chilienne, des conservateurs et des démocrates chrétiens qui s'attendaient à récupérer le pouvoir exécutif. Au contraire, le Parlement est dissout. Le communisme est interdit, les partis politiques liés à l'Unidad popular et ceux d'extrême-gauche sont interdits, puis toute activité politique à l'intérieur du pays est suspendue. La liberté de la presse est supprimée, des livres sont interdits et brûlés. Les responsables politiques locaux et l'ensemble des maires sont destitués, et leurs remplaçants sont nommés par la junte. Des étudiants sont arbitrairement exclus des universités, des professeurs sont arrêtés, expulsés, torturés ou fusillés. Des militaires sont nommés à la tête de toutes les universités. Les syndicats sont réprimés.
Près de 1 800 personnes sont assassinées dans les semaines qui suivent le coup d’État et des milliers d'autres emprisonnées, souvent torturées et parfois violées pour les femmes. Il s'agissait selon le chef de la DINA, la police politique du nouveau régime, de « terroriser le peuple pour l'empêcher de se soulever ». Selon lui, les ordres sur la torture venaient directement de Pinochet. Durant les mois de septembre et octobre 1973, le général Sergio Arellano Stark est chargé par la junte de traquer des militants de l'Unidad Popular et du MIR figurant sur une liste préétablie. Cette caravane de la mort parcourt le Chili du nord au sud. Stark ordonne l'exécution d'une centaine de militants de l'UP et du MIR et la torture d'une dizaine d'autres.
En 1974, Pinochet charge Manuel Contreras de diriger la DINA, une police politique qui recourt aux « disparitions », aux assassinats, et à la torture. La DINA, placée directement sous contrôle de Pinochet, est décrite dans les rapports internes de la CIA comme une « Gestapo moderne ». La DINA « dépend directement du général Pinochet et fait régner la terreur sur la société chilienne ». Les supplices de l'électricité, de la baignoire, de l'émasculation, de l'amputation des doigts et des oreilles sont couramment employés. Certaines unités se spécialisent même dans l'assassinat des prisonniers par enfermement dans un grand sac avec un condor.
En 1975, le régime lance "l'Opération Colombo" : cette série de meurtres de 119 opposants, en 1975, est maquillée par les services secrets en règlements de comptes entre factions de gauche.
Dans le cadre du plan Condor, créé en 1975 à l'initiative du général Rivero, officier des services secrets argentins, les opposants aux différents régimes dictatoriaux d'Amérique du Sud sont traqués et assassinés, y compris à l'étranger. Rassemblant six dictatures militaires d'Amérique du Sud (Chili, Argentine, Bolivie, Brésil, Paraguay, Uruguay), c'est une entente qui permet de traquer et d'assassiner les dissidents, hors de leur territoire national. Les exilés chiliens visés par ces opérations sont souvent des partisans de l'Unidad Popular et du MIR mais aussi d'anciens ministres ou militaires opposés au coup d'État comme Orlando Letelier, assassiné aux États-Unis avec sa secrétaire, ou Carlos Prats, le prédécesseur de Pinochet à la tête de l'armée chilienne, assassiné à Buenos Aires avec son épouse.
Le général Pinochet devient à l'époque « le héros des milieux fascistes européens ». Ainsi, les néo-fascistes italiens sont-ils employés dans des opérations dans le cadre du plan Condor,. Au Chili, la colonie Dignidad, dirigée par le nazi Paul Schäfer, sert de centre de torture pour les militaires et se voit accorder l'immunité pour toutes les exactions commises entre ses murs,,.
Le Parti démocrate-chrétien, qui avait pourtant dans un premier temps soutenu le coup d’État, n'est pas épargné par la répression. L'ancien vice-président Bernardo Leighton est visé par une tentative d'assassinat  à Rome en 1975 et est grièvement blessé ainsi que son épouse. L'ancien président Eduardo Frei Montalva meurt en 1982 dans des circonstances troubles, possiblement empoisonné. Le dirigeant démocrate-chrétien Mario Fernandez Lopez, du syndicat des transporteurs, est torturé à mort en 1984 par les services secrets.
En avril 1978, les lois d'amnistie garantissent l'impunité contre les poursuites judiciaires aux auteurs de crimes et exactions liés au coup d'État, commis entre le 11 septembre 1973 et le 10 mars 1978 à l'exception de l'assassinat de l'ancien ministre Orlando Letelier. Il écarte également de la direction de la junte militaire son rival, le général Gustavo Leigh, commandant en chef de l'armée de l'air, qui s'était déclaré en faveur d'un plan de normalisation démocratique sur cinq ans, et l'organisation d'élections.
Les cadavres de 14 paysans assassinés par le régime sont découverts le 30 novembre 1978  enterrés dans les fours à chaux d'une mine abandonnée à l'ouest de Santiago. Le dirigeant syndical social-démocrate Jiménez Tucapel est retrouvé égorgé en février 1985 près de Santiago, après son interpellation par les services secrets. Le 2 juillet 1986, dans ce qui deviendra l'affaire des brulés, le jeune photographe Rodrigo Rojas meurt brûlé vif et l'étudiante Carmen Gloria Quintana est grièvement blessée , après avoir été aspergés d'essence par une patrouille militaire. Le 8 septembre 1986, le journaliste José Carrasco, rédacteur en chef international de l'hebdomadaire de gauche Analisis est abattu d'une rafale de mitraillette. En juillet 1987, des agents du CNI exécutent 12 membres du FPMR, un groupe armé de résistance à la dictature. Selon la version officielle, ils sont morts à la suite d'affrontements à Santiago.

### Chef du gouvernement du Chili

#### Administration interne

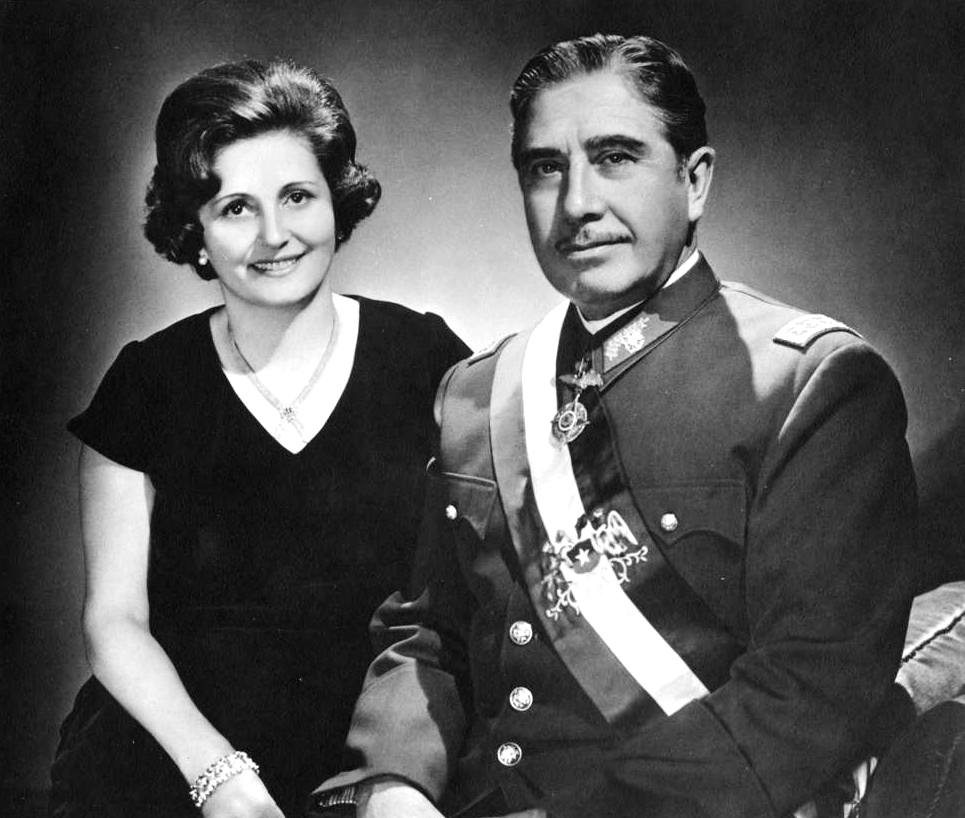
Augusto Pinochet et son épouse Lucía Hiriart.

Pour faire fonctionner l'administration civile, Pinochet recrute chez les universitaires du Mouvement grémialista pour lui fournir les nouveaux cadres de son administration, mais aussi le personnel municipal des gouvernements locaux ainsi que celui du corps universitaire, notamment ceux d'agronomie, de droit, d'économie et d'ingénierie. Il comptera également par ce biais de nombreux sympathisants dans les médias, chez les fonctionnaires du gouvernement et dans le patronat. À leur côté, une partie de l'ancien personnel politique conservateur se recycle dans les nouvelles institutions à l'instar des anciens présidents de la République, Jorge Alessandri et Gabriel González Videla, qui rejoignent le nouveau Conseil d'État.
Le régime des forces armées recourt également à des économistes, les Chicago Boys, de jeunes économistes chiliens influencés par l'École de Chicago de Milton Friedman, pour redresser l'économie du pays. On observe une très forte baisse des salaires réels et un accroissement important des inégalités. Pendant les huit premières années, puis de 1984 à 1989, grâce à une embellie du prix du cuivre, le taux de croissance dépasse les 7 % par an alors que la classe moyenne se développe, que l'analphabétisme recule et que l'inflation chute de 500 % à 30 %. En revanche, le nombre de familles vivant dans la pauvreté augmente de 124,1 % entre 1970 et 1990. La dette extérieure est multipliée par cinq. Pour la droite et les milieux d'affaires, Pinochet devient « l'homme qui a sauvé le Chili du communisme » et fait décoller le pays en privatisant les grandes entreprises d'État, à l'exception notable des mines de cuivre du Nord du pays qui avaient été nationalisées sous le gouvernement de Salvador Allende.
En 1977, le terme de « chilenité » est avancé comme idéologie justificatrice du régime, à savoir un ensemble de « valeurs morales indéfectibles » basées sur la foi chrétienne, la défense de la dignité et de la souveraineté de la nation. Des juristes du Mouvement international des juristes catholiques et de l'Association internationale des juristes démocrates déclarent que « la propagande xénophobe est devenue doctrine d'État ».
En 1980, un projet de Constitution, élaboré par les grémios au sein de la commission Ortúzar et amendé par le conseil d'État, est approuvé par la Junte gouvernementale qui décide de le soumettre à un plébiscite. L'opposition, menée par Eduardo Frei Montalva, participe alors à sa première manifestation politique autorisée et appelle à voter contre le projet lors de son unique meeting politique au théâtre Caupolicán de Santiago. Néanmoins, le 11 septembre 1980, la nouvelle Constitution politique de la république du Chili est approuvée par 68,95 % des votes et entre en vigueur le 11 mars 1981. Toutefois, en l'absence de registres électoraux, il n'a pas été possible de contrôler la régularité du scrutin. Entrant en vigueur le 11 mars 1981, elle donne au général Pinochet un mandat de 8 ans en tant que président de la République laissant à la junte, dont il n'est plus membre, ses seules fonctions législatives.
En 1982 et 1983, l'économie stagne, l'inflation s'envole et le PIB chute de près de 14 % alors que la répression contre les opposants s'accentue. En 1984, la croissance repart (5 % de hausse par an) mais le peso a perdu 50 % de sa valeur depuis le coup d’État.
Le 11 mai 1983, les ouvriers, les mineurs du cuivre, et les étudiants organisent leur première grande protestation contre le régime.
L'état de siège est décrété le 5 novembre 1984. En septembre 1986, le général Pinochet échappe à un attentat perpétré par le Front patriotique Manuel-Rodriguez, la branche militaire du Parti communiste.

#### Relations internationales

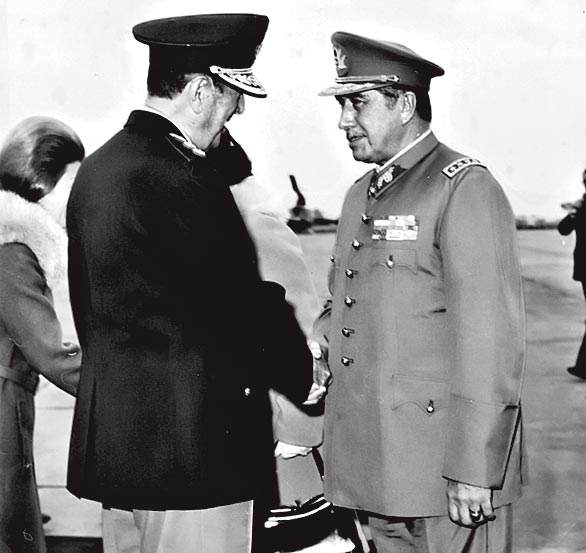
Rencontre en Argentine du général Pinochet avec le président argentin Juan Perón, en 1974.

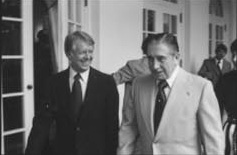
Rencontre aux États-Unis entre le général Pinochet et le président américain Jimmy Carter, en 1977.

Dès le coup d'État, « le bombardement du palais présidentiel de la Moneda, la justice d'exception et les exécutions sommaires suscitent l'horreur sur le plan international ».
En novembre 1975, le général Pinochet assiste, aux côtés du prince Rainier III de Monaco, du roi Hussein de Jordanie, du président bolivien Hugo Banzer, à l'enterrement de Francisco Franco, le Caudillo d'Espagne, pour lequel il n'avait jamais caché son admiration.
Sur le plan international, le général Pinochet s'assure le soutien discret des États-Unis et l'approbation tacite des pays d'Europe occidentale. Les relations diplomatiques sont rompues avec les régimes communistes à l'exception de la Roumanie et de la Chine. Les relations diplomatiques sont également rompues avec Cuba et la Corée du Nord, mais par contre établies avec la Corée du Sud et le Sud-Vietnam.
L'ONU dénonce, en 1977, « les violations constantes et flagrantes des droits de l'Homme qui ont eu lieu et continuent d'avoir lieu au Chili, y compris la pratique institutionnalisée de la torture », dénonce également « la destruction des institutions démocratiques et des garanties constitutionnelles dont jouissait auparavant le peuple chilien », et demande le rétablissement des « libertés fondamentales ». En représailles, le gouvernement militaire interdit aux émissaires de l'ONU l'entrée sur le sol chilien. Pinochet répond aussi en organisant un plébiscite de soutien, mettant ainsi les autres membres de la junte devant le fait accompli. Deux membres de la junte ratifièrent la consultation, l'opposition soulignant de ce fait le caractère illégitime de celle-ci alors que les partis de gauche (interdits), la presse et l'épiscopat émettaient des réserves ou condamnaient le projet. La question soumise au plébiscite ne fut publiée que 24 heures à l'avance, en raison notamment de problèmes constitutionnels et juridiques soulevés par le contrôleur général (sur le départ), Héctor Humeres, mais vite ignorés par son successeur, Sergio Fernández. Si une seule réponse était possible, la question était composée de deux propositions que le peuple chilien devait accepter ou rejeter en bloc. La première proposition concernait le « soutien au chef de l'état dans sa défense sur la dignité du Chili » alors que la seconde voulait faire reconnaître une « légitimité du gouvernement militaire ». Le gouvernement affirma avoir reçu 75 % des voix en sa faveur (« Personne ne croit à ce chiffre », selon l'historienne Verónica Valdivia Ortiz de Zárate), contre 20 % auxquels s'ajoutaient un peu plus de 4 % de bulletins nuls. L'abstention atteignit 8,5 % en dépit de l'absence de registre électoral pour la contrôler.

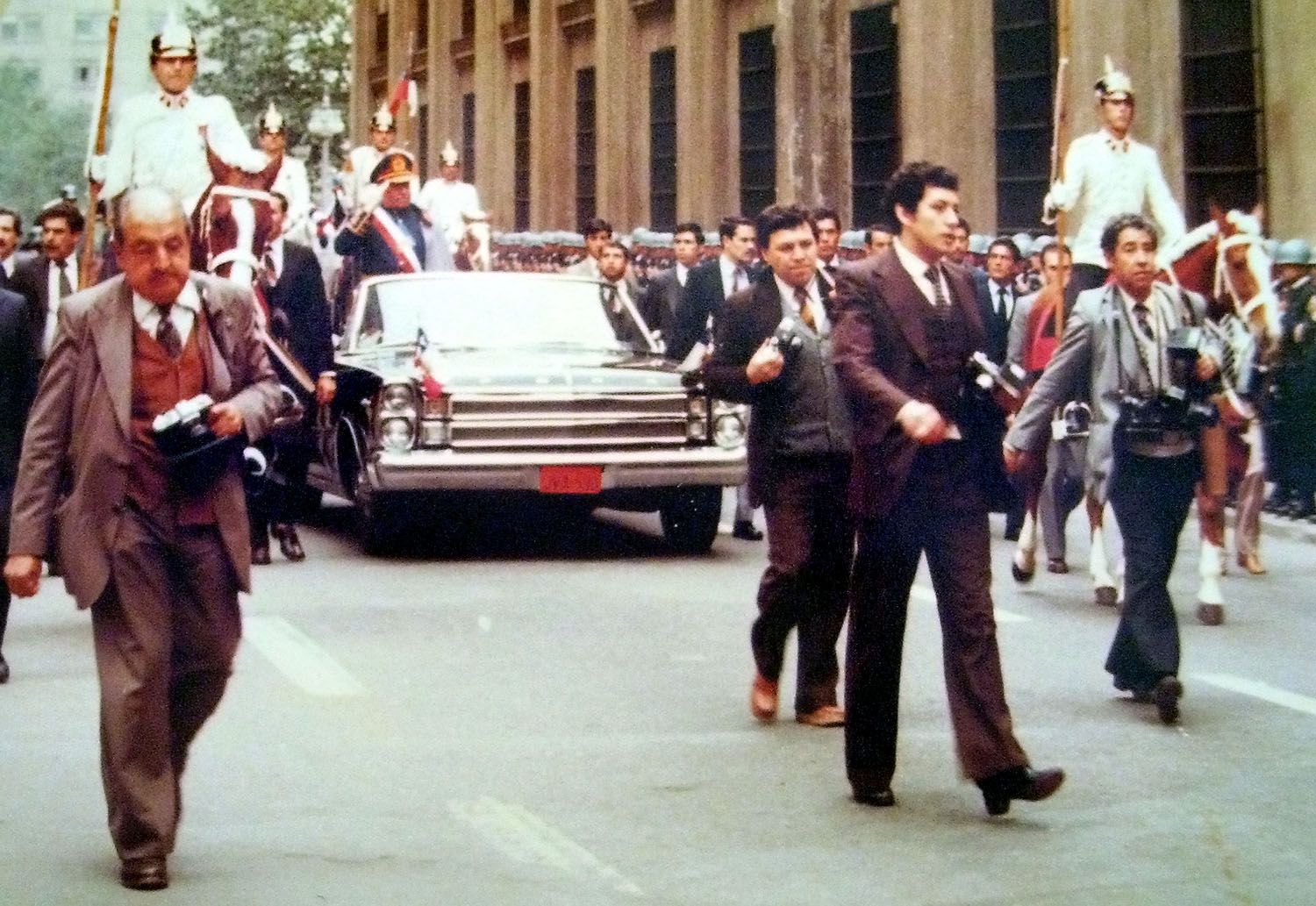
Défilé du 9e anniversaire du coup d'État, le 11 septembre 1982 à La Moneda.

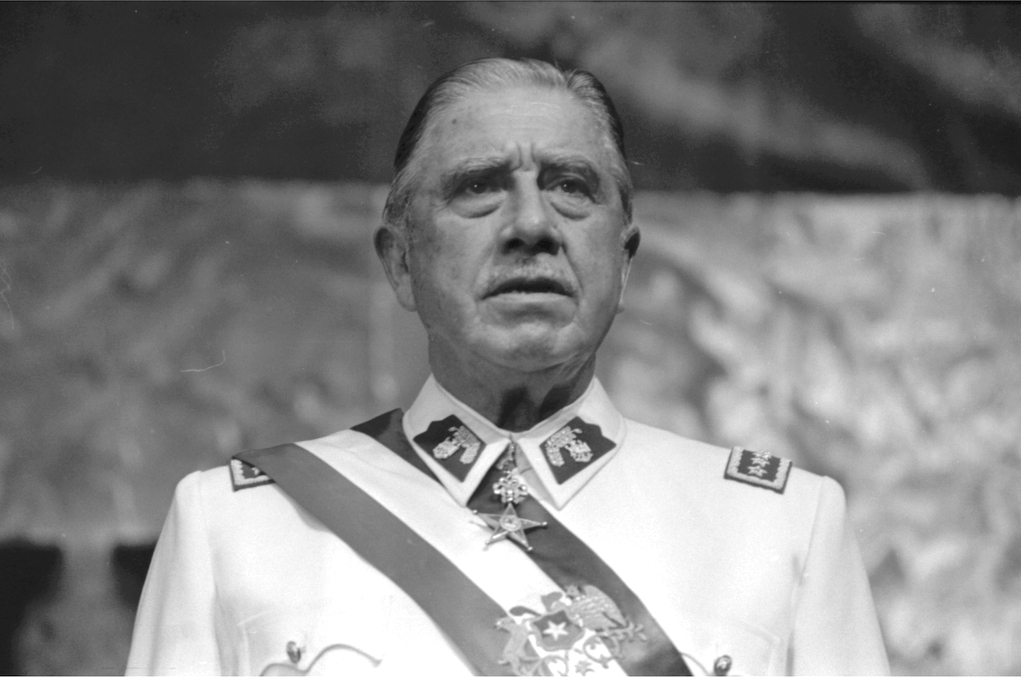
Augusto Pinochet en 1977.

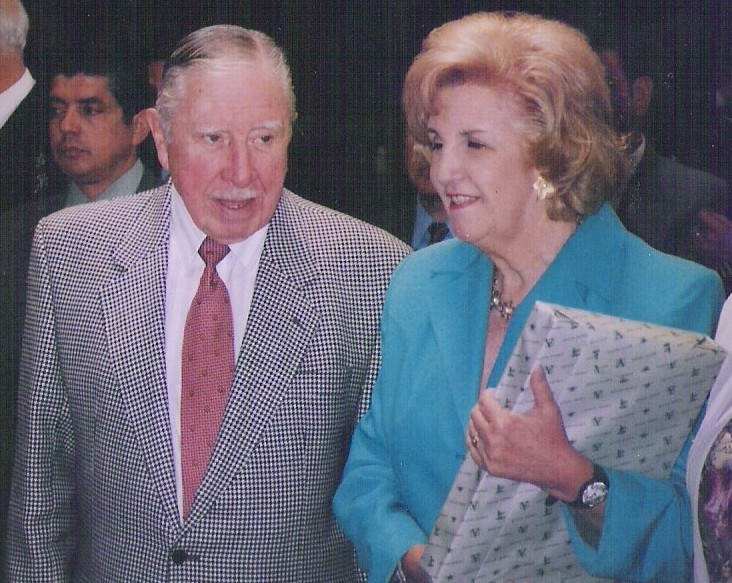
Augusto Pinochet et Eugenia Garrido, maire de la station balnéaire de Viña del Mar à la fin des années 1980.

Avec les pays limitrophes, et en dépit des liens tissés par le plan Condor, les relations sont médiocres. En 1978, le conflit militaire avec l'Argentine pour le contrôle des îles du canal de Beagle (conflit du Beagle) est évité grâce à la médiation du pape Jean-Paul II. Mais durant la guerre des Malouines entre l'Argentine et le Royaume-Uni, quatre ans plus tard, Pinochet prend ouvertement parti pour ce dernier, lui apportant une aide logistique contre son voisin immédiat.
Le régime chilien adopte une position assez ambiguë concernant les questions controversées du Moyen Orient, lui permettant d'entretenir d'étroites relations avec Israël tout en préservant ses liens avec les pays arabes. Alors que l’administration Carter prend certaines distances avec la dictature, Israël devient à la fin des années 1970 son principal fournisseur d’armes. L'État juif lui fournit des « équipements testés au combat » et forme des équipes de la DINA, la police politique chilienne. Le Chili apporte peu à peu un soutien plus marqué à Israël, dénonçant le « terrorisme palestinien » et les médias qui, selon lui, donneraient une image tronquée des colonies israéliennes.
Le général Pinochet entretient de bonnes relations avec le nonce apostolique au Chili (en), Mgr Angelo Sodano, qui deviendra cardinal de la curie romaine. En avril 1987, le général Pinochet accueille au Chili le pape Jean-Paul II, qui lui rappelle que « le peuple a le droit de jouir de ses libertés fondamentales, même s'il commet des erreurs dans l'exercice de celles-ci ».

#### Référendum de 1988

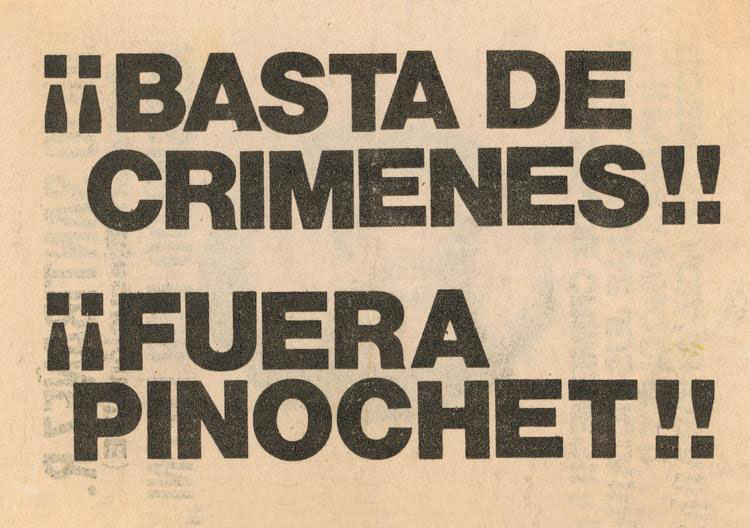
Un pamphlet (datant d'environ 1988) pour l'éviction de Pinochet du pouvoir.
Stop aux crimes ! Dehors Pinochet !

Les articles 27 à 29 de la Constitution chilienne de 1980 prévoyaient une période transitoire qui devait se terminer à la fin du mandat présidentiel de Pinochet, soit le 11 mars 1989. Ils prévoyaient qu'au moins 90 jours avant la fin du mandat présidentiel en cours, les commandants en chef des forces armées, le directeur général des carabiniers ou, en l'absence d'unanimité, le conseil de sécurité nationale comprenant le contrôleur général de la République, devaient désigner celui qui occuperait la fonction du chef de l'État pour le mandat suivant de huit ans, dont la ratification devait être validée par un référendum plébiscitaire auprès de la population chilienne.
Si la désignation du candidat était validée au cours du référendum, celui-ci entrerait en fonction à la date prévue du 11 mars 1989, ainsi que les dispositions permanentes de la Constitution. Dans les neuf mois, des élections législatives devaient désigner des députés et des sénateurs auxquels serait transférée, trois mois plus tard, la totalité des pouvoirs législatifs détenus jusque-là par la junte de gouvernement.
Si la désignation du candidat n'était pas validée par référendum, le mandat présidentiel du titulaire devait être prorogé d'une année jusqu'au 11 mars 1990, tout comme les pouvoirs législatifs de la junte. Durant cette période, des élections législatives et présidentielles devaient être organisées, au moins 90 jours avant la fin du mandat prorogé.

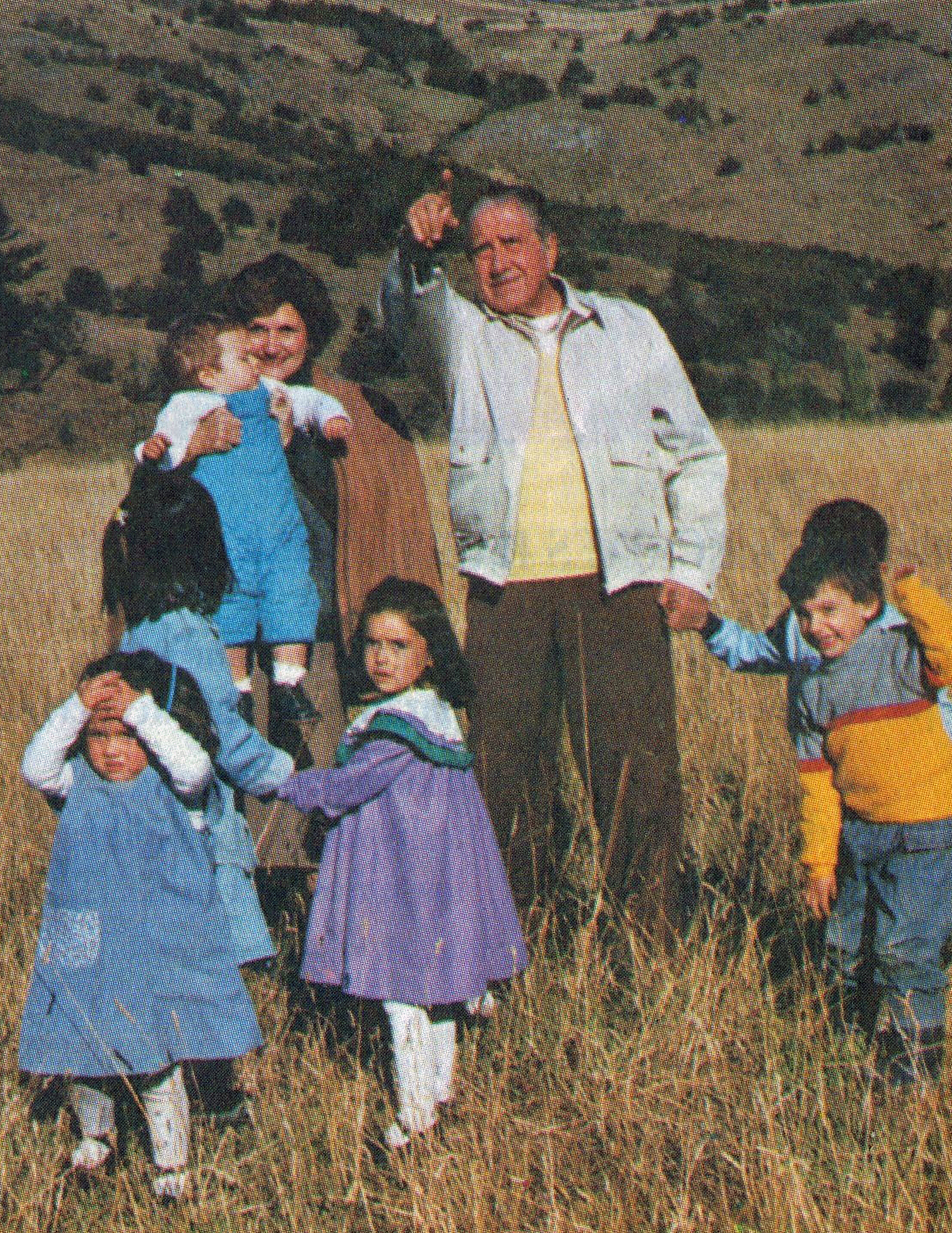
Propagande électorale en 1988 présentant Pinochet en famille.

En vertu des dispositions législatives prises par le gouvernement, comme la loi no 18 603 du 23 mars 1987, les principales libertés publiques (droit de réunion des partis politiques, à l'exception du Parti communiste, et des syndicats, semi-abrogation de la censure) sont alors rétablies et les registres électoraux sont rouverts pour tous les citoyens chiliens, hommes et femmes ainsi que pour les résidents étrangers, âgés de plus de 18 ans.
Estimant son bilan économique globalement positif, le général Pinochet est désigné comme candidat à sa succession, soutenu principalement par l'Union démocrate indépendante de Jaime Guzmán et, dans une moindre mesure, par des partisans de Rénovation nationale, tandis que ses opposants se regroupent dans la Concertación de Partidos por el No (qui devint par la suite « Concertation des partis pour la démocratie »), regroupant 16 partis politiques.
La campagne référendaire débute 5 septembre 1988 à 23 h. Pour la première fois, elle a également lieu à la télévision par le biais de spots de campagnes de 15 minutes  chacune. La supériorité de la campagne du No apparaît alors non seulement au niveau des campagnes publicitaires, mais aussi au niveau des slogans, de l'affichage (un arc-en-ciel, symbole de pluralisme) et de l'argumentaire positif et rassurant, axé sur un avenir meilleur, et non sur le passé[réf. nécessaire]. Les partisans de Pinochet tentent de faire un repoussoir du souvenir des années de gouvernement de l'Unidad Popular, alors que l'image de Pinochet est retravaillée par ses conseillers pour le présenter en grand-père paternaliste.

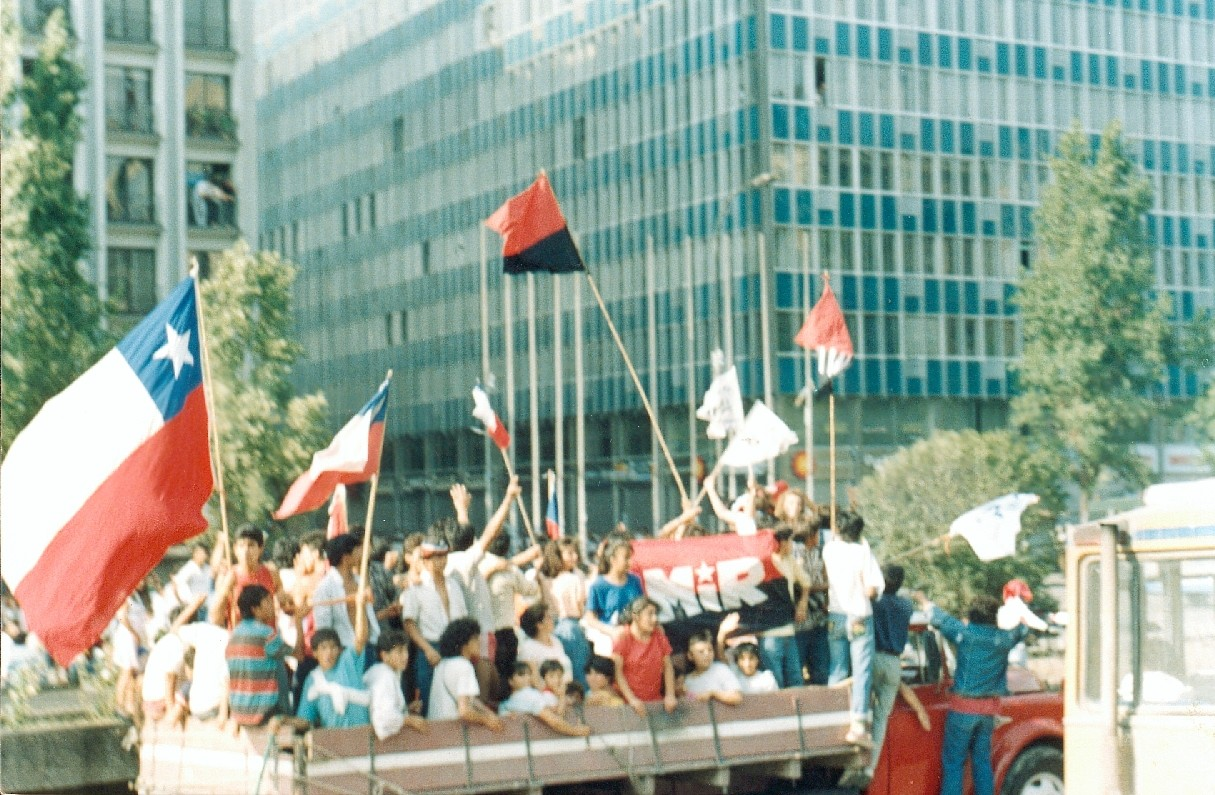
Manifestants célébrant la victoire du « non » sur l'avenue Libertador Bernardo O'Higgins, à Santiago du Chili.

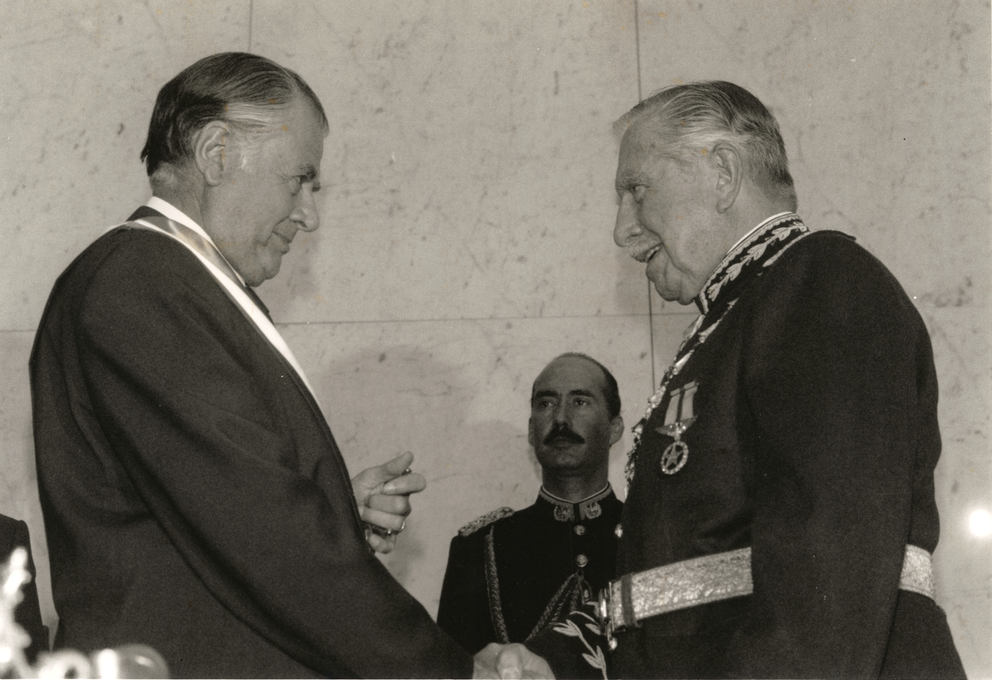
Cérémonie de passation de pouvoirs entre le général Pinochet et Patricio Aylwin le 11 mars 1990 au parlement réuni à Valparaiso.

Le 5 octobre 1988, 7 435 913 électeurs sont attendus aux urnes. Les exilés sont aussi autorisés à rentrer au pays, ce que fait notamment la famille de Salvador Allende. Les élections se déroulent calmement. Ce n'est que vers 2 heures au matin du 6 octobre que les résultats sont officiellement publiés, accordant 44,01 % des voix aux partisans de Pinochet contre 55,99 % à ses adversaires, victorieux,.
Pinochet nomme alors un nouveau gouvernement, composé de civils, comme le journaliste économiste Joaquín Lavín (à la fonction de secrétaire général du gouvernement). La Constitution est amendée en juillet par référendum pour lui permettre d'entrer pleinement en fonction, mettre un terme aux différentes dispositions transitoires et permettre une transition pacifique.
En novembre, le gouvernement nomme un nouveau conseil pour la Banque centrale, où il fait entrer deux hommes de gauche aux côtés de deux hommes de droite et d'un candidat indépendant, Andrés Bianchi (es), pour la présider. L'armée de terre est remaniée, mais les postes les plus importants restent attribués à des proches du général Pinochet.
Peu avant de céder le pouvoir, Pinochet fait interdire toutes les formes d'avortement, auparavant autorisé en cas de viol ou de risque pour la vie de la mère.
Le 14 décembre 1989, les électeurs chiliens élisent un nouveau président de la République et un Parlement composé de 120 députés et de 83 sénateurs. Le démocrate-chrétien Patricio Aylwin, candidat de la Concertation pour la démocratie, est élu dès le premier tour avec 57 % des voix. Au Parlement, la coalition démocratique l'emporte également (36 % pour la démocratie-chrétienne et le centre-gauche, 24 % pour la gauche), et la démocratie-chrétienne devient la première formation politique du pays.
Patricio Aylwin entre en fonction le 11 mars 1990, au cours d'une cérémonie de passation de pouvoirs avec le général Pinochet au parlement réuni à Valparaiso. Les députés de la Concertation des partis pour la démocratie portent des photos de « disparus » de la dictature. Lorsque Pinochet sort de la salle, il est suivi par des parlementaires socialistes qui, photos de disparus à la main, lui crient : « Assassin ! Assassin ! ».

## Commandant en chef de l'armée (1990-1998)

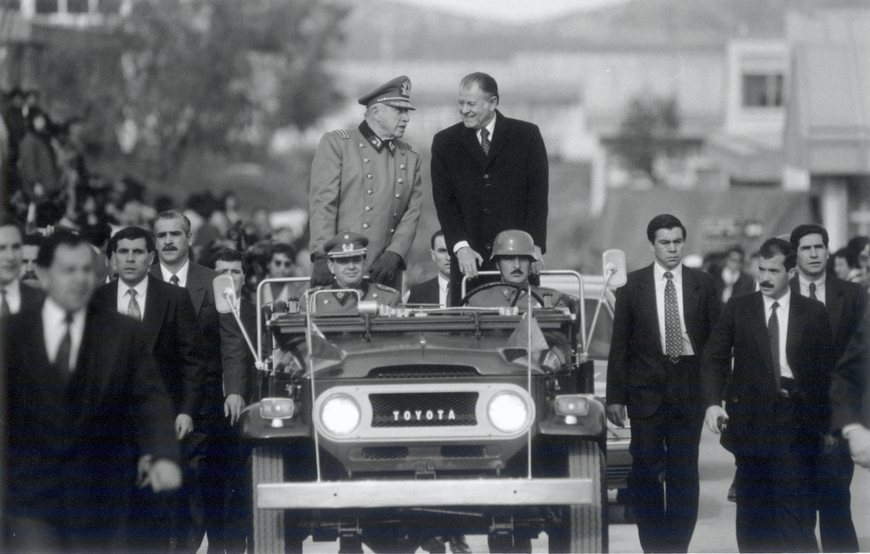
Défilé du Commandant en chef de l'armée, Augusto Pinochet, avec le président chilien Patricio Aylwin.

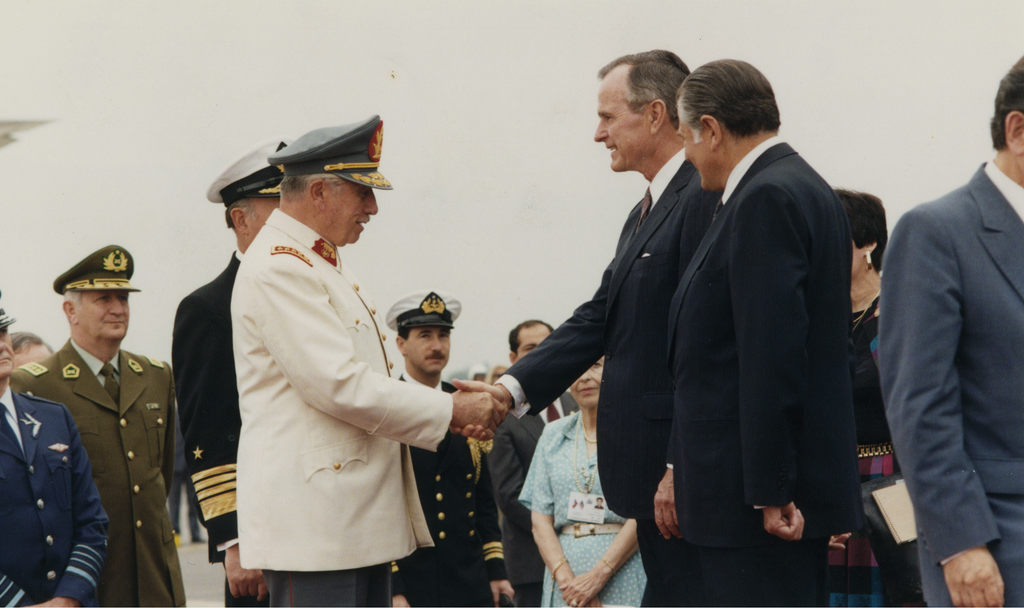
Rencontre entre le général Pinochet, le président chilien Patricio Aylwin et le président américain George Bush.

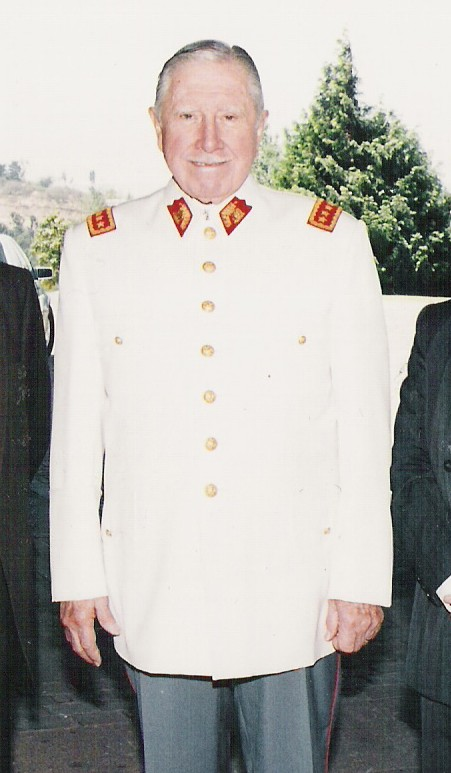
Augusto Pinochet en 1995.

En 1990, la Commission de la vérité et de la réconciliation publie le rapport Rettig sur le bilan humain du régime du général Pinochet, promis par le président Aylwin durant la campagne électorale de 1989, sur fond de consensus national. En tant que commandant en chef de l'armée, le général Pinochet apparaît alors jouer un rôle de modérateur au sein de celle-ci, alors que plusieurs de ses anciens cadres sont mis en cause devant les tribunaux, à commencer par Manuel Contreras, l'ancien chef de la DINA. Tandis que certains généraux disent publiquement qu'ils ne toléreront pas d'autres procès contre ses membres pour les violations des droits de l'homme commis sous le régime militaire, les dirigeants démocrates-chrétiens admettent que le général Pinochet tient alors un rôle primordial pour calmer les ardeurs des plus belliqueux des militaires. Certains estiment que par tactique ou par ruse, il s'est résigné à ce que des châtiments modérés soient infligés à quelques « boucs émissaires ».
En décembre 1990, la Chambre des députés ouvre une enquête sur un scandale financier relatif à la vente d'une entreprise de fabrication d’armement. L'un des fils d'Augusto Pinochet, actionnaire principal de l'entreprise en question, compte parmi les bénéficiaires de cette affaire qui lui a rapporté trois chèques d'une valeur totale de 3,2 millions de dollars. Pinochet demande personnellement au président Patricio Aylwin d’intervenir auprès du Congrès pour en orienter l’enquête. Le 19 décembre, sans en informer le gouvernement, il place cinquante-sept mille soldats de l’armée de terre en état d'alerte, ce qui est clairement interprété comme une mise en garde. Plus tard, devant des troupes de la garnison de Santiago, il avertit que l’armée réutiliserait la légitime défense si les mêmes circonstances prévalant en 1973 venaient à se représenter.
En 1995, il manifeste pour la première fois une exaspération publique contre un projet de loi du gouvernement visant à réduire le pouvoir de l'armée, en supprimant les neuf sièges de sénateurs désignés par les militaires et en donnant au président la faculté de déplacer des officiers supérieurs ou de les mettre d'office à la retraite. Le gouvernement offre en échange une loi dite de point final sur le modèle argentin.
Néanmoins, en 1995, pour beaucoup de Chiliens, le général Pinochet fait alors figure de « papi bonhomme », une sorte de « paysan roublard » et rusé qui apparaît ainsi dans une émission satirique « les Toppins », équivalent de l'émission des Guignols de l'info, en France. Avec 40 % de bonnes opinions dans un sondage, il serait alors la 3e personnalité la plus populaire du Chili, après le président Eduardo Frei Ruiz-Tagle et le footballeur Iván Zamorano.

## Sénateur et procédures judiciaires (1998-2006)
En 1998, atteint par la limite d'âge, Augusto Pinochet quitte son poste de commandant en chef de l'armée. Il devient désormais sénateur à vie en tant qu'ancien président de la République, bien que cinq députés démocrates-chrétiens aient tenté de l'empêcher de prendre ce poste par une accusation constitutionnelle, estimant que Pinochet était « fautif et responsable d'offenses à la mémoire des victimes des violations des droits de l'homme compromettant ainsi l'honneur de la Nation ». Il abandonne son mandat de sénateur en 2002, pour raisons de santé.

### Arrestation à Londres
Le 16 octobre 1998, alors qu'il est à Londres pour des examens médicaux, le général Pinochet est placé en état d'arrestation puis assigné en résidence surveillée, à la suite d'un mandat d'arrêt international émis par le juge espagnol Baltasar Garzón. En Espagne, deux procédures sont en cours : le juge Manuel García Castellón enquête sur l'assassinat ou la disparition de ressortissants espagnols au Chili entre septembre 1973 et décembre 1983, tandis que Baltasar Garzón enquête sur « l'opération Condor ». Les deux juges accusent l'ancien président de « génocide, de tortures, de terrorisme international et d'enlèvements ».

### Contexte chilien
L'arrestation d'Augusto Pinochet place les gouvernements chilien et britannique dans l'embarras : le premier, parce qu'au nom de la souveraineté nationale et pour satisfaire l'armée, il réclame sa remise en liberté ; le second, parce qu'il s'interroge sur sa compétence juridique et parce que, comme le rappelle Pinochet dans une déclaration, le ministère des Affaires étrangères britannique était au courant de sa visite au Royaume-Uni.
En signe de protestation, le gouvernement chilien d'Eduardo Frei envoie son ministre des Affaires étrangères à Londres, suspend les échanges interministériels et oblige les députés socialistes Isabel Allende Bussi et Juan Pablo Letelier, partis à Londres pour dénoncer les crimes du régime militaire, à faire amende honorable le 3 décembre alors que Ricardo Lagos, le candidat de la Concertation, demande à son tour le retour de Pinochet au Chili.

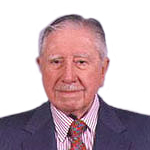
Augusto Pinochet en 1998.

Tandis qu'à Londres, les exilés de la dictature manifestent pour réclamer le jugement de Pinochet, au Chili, l'arrestation du vieux général fait craindre le retour des tensions internes entre les partisans et opposants à Pinochet : le 2 décembre, un sondage de l'institut Mori, commenté par la sociologue Marta Lagos, selon lequel 45 % de Chiliens jugent négativement son arrestation contre 44 % qui la jugent positivement, est publié dans les journaux chiliens. Selon le même sondage, 63 % des Chiliens pensent que le général Pinochet était responsable des faits qui lui étaient reprochés mais 57 % estiment que c'est aux tribunaux chiliens de se prononcer et non une juridiction étrangère,.
Le Chili est alors en période d'élection présidentielle dont la campagne illustre la divergence des opinions : Joaquín Lavín, candidat de l'Union démocrate indépendante, partisan de Pinochet, axe sa campagne autour du retour au Chili du général Pinochet, tandis que Ricardo Lagos, membre de l'alliance Parti socialiste-Parti pour la démocratie « estime que la question doit être traitée comme une simple affaire judiciaire ou diplomatique ». Après le résultat du premier tour, Lagos est mis en ballottage, ce que la droite pinochetiste considère comme une victoire, dans la mesure où elle est parvenue à rallier un nombre important de suffrages démocrates-chrétiens. Lagos est néanmoins élu au second tour avec une courte avance, soit 48,69 % des voix contre 47,52 % à Lavin.

### Procédure britannique
Mettant en exergue son statut d'ancien chef d'État, la Haute Cour de justice d'Angleterre et du pays de Galles conclut que poursuivre Augusto Pinochet enfreint l'immunité dont il bénéficie. Les faits soulevant cependant une « question de droit d'une importance publique générale », l'affaire est renvoyée devant la Chambre des lords. Le 25 novembre 1998, par une majorité de trois voix sur cinq, celle-ci confirme la légalité de l'arrestation du sénateur Pinochet en se basant sur deux arguments : d'une part, l'immunité d'un chef d'État ne s'applique pas dans les cas de torture et de prise d'otages ; d'autre part, en tant qu'ancien chef d'État, Augusto Pinochet ne bénéficie pas d'immunité personnelle,. Le 17 décembre, après une demande des avocats de Pinochet la Chambre annule sa première décision, au motif de l'implication d'un juge de la majorité, Lord Hoffmann, dans l'organisation Amnesty International. Le deuxième jugement de la Chambre des lords, siégeant dans une formation de sept juges, est rendu le 24 mars 1999 : semblable au premier, il restreint cependant les actes de torture pouvant entraîner une condamnation de Pinochet à la période 1988-1990,.
Le 9 décembre, le ministre britannique de l'Intérieur, Jack Straw, donne le feu vert pour les audiences en vue d'une extradition, au cours desquelles le Premier ministre Tony Blair condamne le passé « épouvantable » de Pinochet. Cependant, selon Neil Tweedie, journaliste au Daily Telegraph, « face à la pression grandissante du gouvernement chilien qui avait suspendu les échanges interministériels en signe de protestation contre la détention de Pinochet, le Premier ministre cherchait à se débarrasser du problème ».
La procédure dure un an, tandis que la détention domiciliaire du général Pinochet à Londres dure au total 503 jours. Après un troisième accident vasculaire cérébral et un examen médical mené en janvier 2000 concluant que le général avait subi de graves lésions cérébrales, Jack Straw déclare que la condition de Pinochet ne lui permettait pas de se présenter à un procès. Le 2 mars 2000, Augusto Pinochet est alors secrètement emmené à la base aérienne de Waddington, d'où il s'envole vers le Chili.

### Retour au Chili
De retour au pays, il est accueilli par des milliers de ses partisans à l'aéroport de Santiago du Chili. Descendu de l'avion en fauteuil roulant, il se lève soudain et va saluer ses partisans, ce qui est considéré comme une provocation,. Comme promis par Lagos, désormais président, les conditions juridiques et politiques sont réunies pour que des poursuites judiciaires soient engagées contre lui mais elles seront périodiquement annulées en fonction de l'état de santé du général Pinochet, en particulier en raison d'un état de « démence » qui est souvent considéré par ses adversaires comme factice.
En sa qualité d'ancien président, le général Pinochet qui a été l'objet depuis 1998 de 350 plaintes pour violation des droits de l'homme bénéficie d'une immunité.

### «La Caravane de la mort»
Le 23 mai 2000, la cour d'appel de Santiago lève pour la première fois son immunité parlementaire de sénateur à vie et le 8 août 2000, la Cour suprême du Chili lève définitivement l'immunité du sénateur Pinochet. Le 1er décembre 2000, le juge Juan Guzman l'inculpe pour la mort de 75 opposants, tués en 1973 par une unité militaire surnommée « la Caravane de la mort » mais dès le 11 décembre, la procédure est suspendue par la cour d'appel de Santiago pour des motifs médicaux. En janvier 2001, les médecins estiment que Pinochet souffre d'une forme de « démence légère ». Le 8 mars, la cour d'appel confirme l'inculpation comme simple « complice » de la Caravane de la mort et non comme instigateur.
Le 9 juillet 2001, les actions judiciaires sont de nouveau suspendues en raison de la dégradation de l'état de santé du général, alors âgé de 86 ans.
Le 1er juillet 2002, la Cour suprême invoque ses conditions physiques dues à une « démence modérée » pour totalement absoudre le général Pinochet dans l'affaire dite des « Caravanes de la mort ».

### OpérationCondor
Le 26 août 2004, la Cour suprême du Chili décide de nouveau de lever l'immunité parlementaire du général Pinochet dans le cadre de l'enquête sur l'opération Condor. Ce plan concerté des dictatures sud-américaines avait été organisé en vue d'éliminer, entre 1974 et 1980, les opposants politiques aux régimes militaires en place au Chili, en Argentine, en Bolivie, au Brésil, au Paraguay et en Uruguay. À cette occasion, la partie civile demande le rejet de l'argument de « démence » en déposant un rapport de trois psychiatres concluant à de bonnes conditions mentales après avoir décortiqué un entretien accordé en novembre 2003 par l'ancien général à une télévision de Miami. En juin 2005, le général Pinochet est relaxé par la cour d'appel de Santiago dans le cadre de la procédure judiciaire sur l'opération Condor. Les recours déposés par les familles de victimes sont jugés « irrecevables ». Cette relaxe est confirmée définitivement le 15 septembre 2005 par la Cour suprême.

### OpérationColombo
Dans une autre affaire, le 14 septembre 2005, la Cour suprême chilienne, par dix voix contre six, lève l'immunité du général Pinochet dans le cadre de l'enquête sur l'opération Colombo, pour laquelle il aurait couvert l'exécution de 119 membres du Mouvement de la gauche révolutionnaire (MIR), dont les cadavres avaient été retrouvés en Argentine et au Brésil en 1975. Les examens médicaux pratiqués conclurent que son état de santé physique et mental lui permettait d'affronter un procès.

### Accusations de fraudes fiscales et de détournements de fonds
C'est aussi le cas pour un dossier de fraude fiscale concernant l'existence de comptes bancaires secrets de Pinochet et de sa famille aux États-Unis et dans les Caraïbes, pour un montant de 27 millions de dollars. 90 % de ces fonds auraient été acquis entre 1990 et 1998, quand le général Pinochet était chef des armées et proviendraient essentiellement de trafic d'armes. Le 15 juillet 2004, le Washington Post révèle que la Banque Riggs aurait aidé le vieux général à cacher également plusieurs millions de dollars pendant sa détention en Grande-Bretagne en 1998-1999. Sur ces comptes, le couple Pinochet et l'un de ses fils sont accusés d'avoir accumulé frauduleusement plus de 27 millions de dollars. Le général Pinochet devrait alors au fisc 16,5 millions de dollars. L'immunité du sénateur à vie est alors également levée par la cour d'appel de Santiago et confirmée par la Cour suprême, le 19 octobre 2005. Lui, son épouse et l'un de ses fils, Marco Antonio, sont alors inculpés pour « fraude fiscale et détournements de fonds ou complicité de fraude fiscale et de détournements de fonds » par le juge Carlos Cerda qui ordonne son arrestation et son assignation à résidence. Il est mis en liberté sous caution
En janvier 2007, les charges d'évasion fiscale contre madame Pinochet et ses deux filles, Lucia et Veronica, sont abandonnées, faute de preuves. Seul, son fils Marco Antonio demeure inculpé. Les cinq enfants de Pinochet sont actionnaires des deux sociétés-écrans créées aux Bahamas en 1998. En 2017, la justice chilienne déclare que la mort de Pinochet ne permet pas de poursuivre les enquêtes sur ses malversations et cède à sa famille 23 immeubles, de nombreux véhicules et avoirs bancaires qui avaient été saisis dans le cadre de l’enquête.
Plusieurs enquêtes s'accordent pour dire qu'Augusto Pinochet a largement profité de la période de sa dictature pour son enrichissement personnel, et que les Pinochet « font partie des dix familles les plus riches d'Amérique latine ». La famille possède ou a possédé 29 sociétés.

### Affaire Berrios
En mai 2006, la levée de son immunité est une nouvelle fois demandée dans l'enquête sur l'enlèvement et l'assassinat en Uruguay, en 1993, d'un ex-agent de la DINA, Eugenio Berríos (es), alors que le général Pinochet était le chef de l'armée.

### Accusations de trafic de drogue
Les accusations de trafic de drogue contre Augusto Pinochet s'appuient principalement sur des déclarations faites en juillet 2006 par Manuel Contreras, en tant qu'ancien associé de la police secrète DINA,,.

### Affaire des lingots d'or
Le 26 octobre 2006, la justice chilienne ouvre une enquête sur l'existence présumée de neuf tonnes de lingots d'or au nom d'Augusto Pinochet dans le coffre d'une filiale de la banque britannique HSBC, à Hong Kong. Les dépôts d'or auraient été effectués entre juillet et novembre 1980. La banque HSBC indique, cependant, qu'elle n'est pas en possession de ces lingots, d'une valeur estimée supérieure à 100 millions de dollars.

### Affaire de la villa Grimaldi
Le 30 octobre 2006, le général Pinochet est inculpé pour les crimes commis à partir de 1973 dans le centre de détention et de torture de la villa Grimaldi, et placé en détention provisoire avec assignation à résidence à Santiago. Le 27 novembre, pour la cinquième et dernière fois en cinq ans, il est assigné à résidence. Plus de 4 500 opposants au régime furent torturés dans cette prison secrète, et 226 disparurent sans laisser de trace.

### Responsabilité politique revendiquée par Pinochet
À l'occasion de ses 91 ans, le 25 novembre 2006, Augusto Pinochet déclare dans un message lu par son épouse : « Aujourd'hui, proche de la fin de mes jours, je veux dire que je ne garde de rancœur pour personne, que j'aime ma patrie plus que tout et assume la responsabilité politique de tout ce que j'ai fait. »,, confirmant son ancienne déclaration trois ans plus tôt sur la chaîne hispanique de Miami WDLP-22 : « Je ne compte pas demander pardon à qui que ce soit. Au contraire, c'est aux autres de me demander pardon, les marxistes, les communistes ».

## Décès

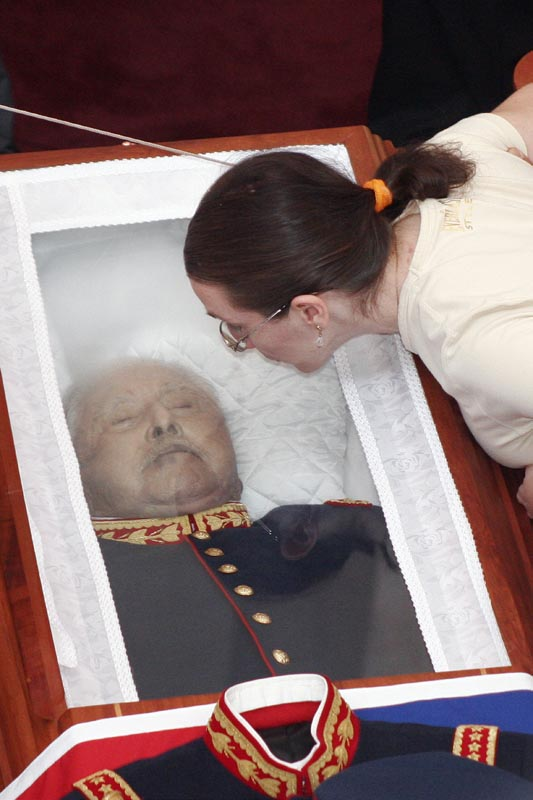
Présentation funéraire du corps du général Pinochet, le 11 décembre 2006, dans le hall de l'école militaire de Santiago.

Le 3 décembre 2006, victime d'un infarctus du myocarde, il est hospitalisé en urgence et subit un pontage coronarien à l'hôpital militaire de Santiago. Son état est « désespéré », il reçoit l'extrême-onction. Alors que son état de santé évolue favorablement, il y meurt une semaine plus tard, le 10 décembre 2006, à l'âge de 91 ans et deux semaines.
Selon l'annonce de l'hôpital militaire, son décès a été provoqué par des complications cardiaques, conséquences conjointes de son infarctus et d'un œdème pulmonaire.
L'annonce de sa mort est l'occasion pour ses adversaires et les familles des victimes de la dictature, de se rassembler au centre de la capitale, alors que ses partisans manifestent au contraire leur douleur et leur soutien à sa famille devant les portes de l'hôpital militaire de la capitale. Si le gouvernement chilien autorise que le drapeau national soit mis en berne à mi-mât dans les sites militaires du pays et que les honneurs militaires lui soient rendus, il refuse que soient organisées des funérailles d'État.
Le 11 décembre, son corps est exposé dans un cercueil vitré, dans la chapelle ardente dressée dans le hall de l'école militaire de Santiago, entouré d'une garde d'honneur de 8 cadets. Près de 60 000 personnes viennent alors lui rendre hommage dans la journée et durant toute la nuit.

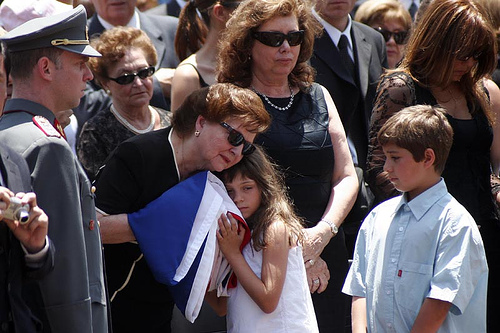
Lucía Hiriart de Pinochet et deux de ses petits-neveux et nièces lors des funérailles de son mari, le 12 décembre 2006

Les obsèques d'Augusto Pinochet, retransmises en direct à la télévision nationale, ont lieu le 12 décembre 2006, dans la cour de l'école militaire devant 4 000 personnes, dont la ministre de la Défense Vivianne Blanlot, copieusement sifflée, alors qu'un millier de personnes se rassemblent à l'appel d'organisations de défense des droits de l'homme et du Parti communiste, pour rendre hommage au président socialiste Salvador Allende.
Le corps du général Pinochet est incinéré selon ses dernières volontés mais aussi, selon son fils, « pour éviter une profanation de sa tombe par des gens qui l'ont toujours détesté » et transporté sur sa propriété côtière de Los Boldos, à Concón.
Lors des obsèques de l'ancien chef de l'armée chilienne, au cours d'une déclaration publique non autorisée, son petit-fils, le capitaine Augusto Pinochet Molina, justifie le coup d'État militaire qui avait « renversé un régime marxiste en pleine guerre froide » et s'en prend aux juges « plus en quête de renommée que de justice ». La présidente chilienne Michelle Bachelet demanda qu'il soit alors sanctionné pour avoir contrevenu au devoir de réserve et de neutralité des militaires. L'officier sera sanctionné par son exclusion de l'armée.
Dans une lettre posthume adressée aux Chiliens, rédigée en 2004 et publiée le 24 décembre 2006, le général Pinochet nie l'existence de plan institutionnel pour encadrer les « abus » et exactions des militaires, admet des « erreurs » et justifie comme « inévitables » les violations des droits de l'homme, notamment le contrôle militaire, la réclusion transitoire, les exils forcés, les exécutions après jugement militaire. Selon lui, la situation du Chili en 1973 ne laissait que trois possibilités : « une guerre civile, sans quartier », « l'imposition d'une dictature dite du prolétariat, idéologique, marxiste-léniniste », ou une « réaction tranchante ». Il dit regretter que « l'action du 11 septembre 1973 » ait été nécessaire et rejette la faute sur son prédécesseur : « Comme j'aurais souhaité que le président  Salvador Allende n'incube pas dans sa doctrine l'intention de transformer notre Patrie en une pièce de plus de l'échiquier dictatorial marxiste ! ». Bien qu'il déplore « l'affrontement fratricide », il se déclare fier de l'action entreprise contre le « marxisme-léninisme » et conclut qu'« en cas de répétition de l'expérience », il aurait « souhaité davantage de sagesse ».

## Héritage

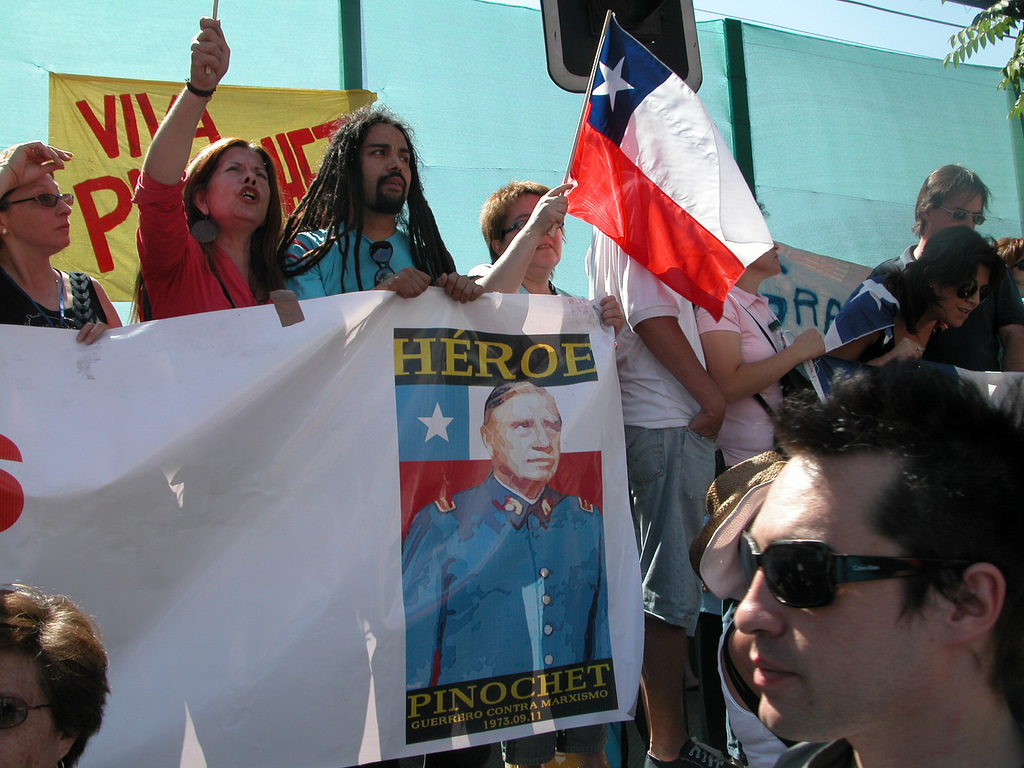
Partisans du général Pinochet devant l'hôpital militaire de Santiago, en décembre 2006.

Les Chiliens restent divisés sur l'héritage des années Pinochet. Marta Lagos, directrice de l'institut de sondage Mori, confirme cette division de la société chilienne entre ceux qui soutiennent le général Pinochet pour avoir « sauvé le Chili du communisme et qui le considèrent comme le père du miracle économique » et ceux qui lui reprochent « les crimes sanglants de la dictature, ».
En matière institutionnelle, le général Pinochet a légué un ordre institutionnel autoritaire et une économie libérale, c'est-à-dire une économie de marché libre et un marché du travail très flexible. Si en août 2005, la Constitution de 1980 a été à nouveau révisée, son inspiration conservatrice demeure. La présidence chilienne estime qu'avec les modifications de 2005, « les dernières enclaves autoritaires imposées par la dictature d'Augusto Pinochet » ont été éliminées. Les « résultats macro-économiques » de l'économie chilienne sont bons après la fin de la crise de 1982-1983, même si le bilan économique global de la présidence de Pinochet fait l'objet d'appréciations bien plus mitigées ; il est l'un des aspects de cet héritage invoqués par la droite et les figures les plus représentatives du patronat chilien dans leur soutien au général Pinochet, notamment au moment de son arrestation en 1998. La présidente de la République Michelle Bachelet a déclaré en 2008 que Pinochet avait laissé « un État affaibli et démantelé ».

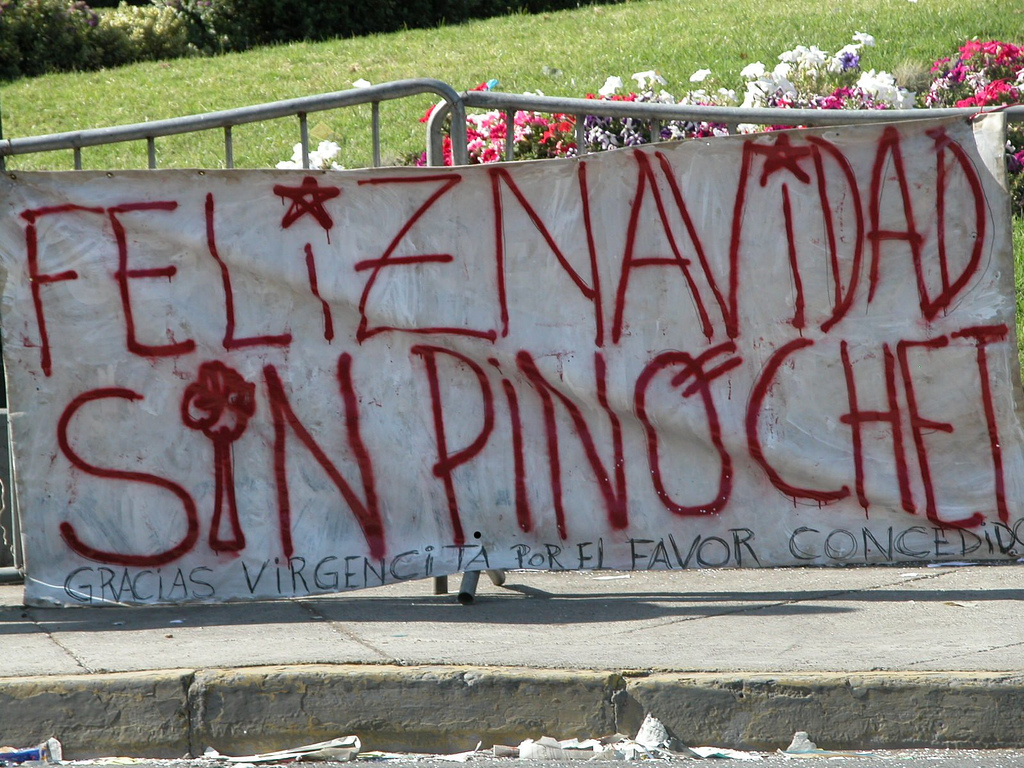
Banderole des opposants à l'ancien chef d'État, souhaitant un « joyeux Noël sans Pinochet », au lendemain de sa mort, en décembre 2006.

Le Chili figure parmi les pays les plus inégalitaires du monde en matière de revenus (coefficient Gini), de même que les autres pays d'Amérique latine. À la fin de la dictature en 1990, le Chili comptait 38,6 % de pauvres ; 10 ans de gouvernements démocratiques ont réduit ce chiffre de moitié, passant à 20,6 % en 2000.
Politiquement, le général Pinochet ne laisse pas d'héritier. Les chefs des deux partis anciennement pinochetistes, l'UDI et Rénovation nationale, ont quasiment renié leur ancien chef lors de la découverte des comptes bancaires secrets à l'étranger et n'ont pas assisté à ses funérailles, contrairement aux principaux chefs d'entreprises du pays.
Quant à l'armée, auparavant satisfaite de l'action du général Pinochet, elle a fait son mea culpa en 2003 et reconnu sa responsabilité dans les exactions durant la dictature. Les révélations sur les détournements de fonds opérés par Pinochet, pour un total de plus de 135 millions de dollars, ont terni son image dans ce milieu.

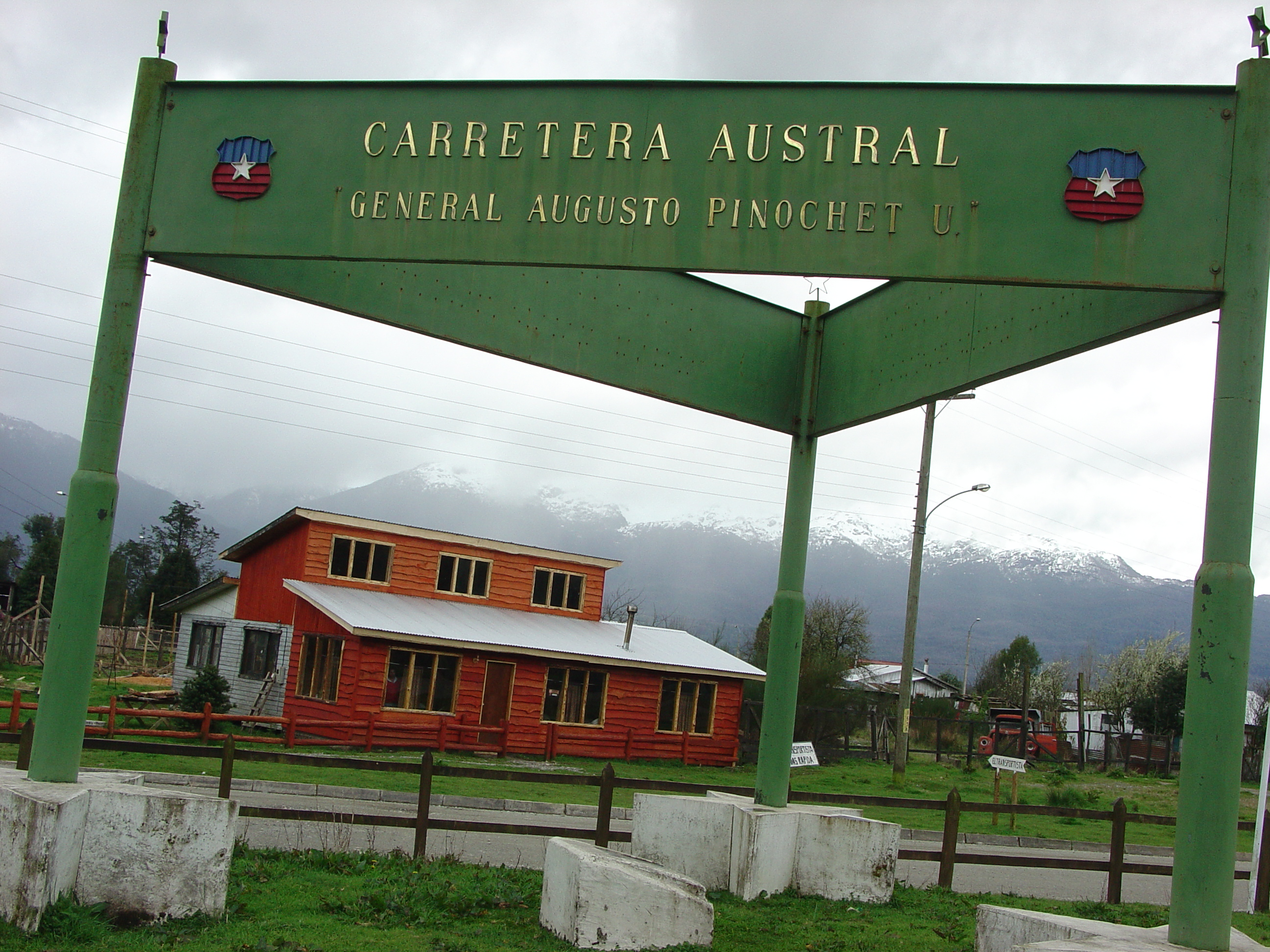
La Carretera Austral General Augusto Pinochet, un ouvrage d'ingénierie publique destiné à désenclaver la Région Aisén del General Carlos Ibáñez del Campo, réalisé par le Cuerpo Militar del Trabajo, un corps de l'armée chilienne.

Symbole de cet héritage controversé : le ministre de la Défense chilienne, Vivianne Blanlot (PPD), annonça qu'un buste du général Pinochet sera vraisemblablement installé au palais présidentiel de La Moneda, au côté de celui de Salvador Allende et des autres présidents chiliens, du fait que l'État républicain l'avait reconnu comme président constitutionnel durant la transition vers la démocratie. Quelques jours plus tard, des députés de l'UDI et de RN déposaient une proposition de loi concernant la construction de trois monuments dédiés au général Pinochet à Valparaíso, Santiago et Iquique alors que le maire de la commune de Las Condes, un quartier résidentiel de la région métropolitaine de Santiago, faisait approuver par sa majorité municipale, le principe de rebaptiser une rue à son nom. C'est également dans cette commune de Las Condes qu'un musée lui étant consacré a été financé et inauguré par la fondation Augusto Pinochet en décembre 2008.
Sa place dans l'Histoire nationale  s'inscrit dans une certaine continuité historique. Ainsi, pour Tomas Moulian, sociologue chilien et ancien conseiller de Salvador Allende, « Pinochet est un vrai politique, pas un politicien. Il a eu l'instinct du pouvoir et a toujours cru à un soutien d'ordre divin […] Pinochet est profondément chilien, même si cela heurte. Ce pays s'est construit sur des modèles autoritaires. Lui incarne le triomphe contre le communisme. Il est celui qui prétend avoir évité la guerre civile, le chaos au nom de l'armée, au nom de Dieu ». L'historien Alfredo Joselyn-Holt partage cette conception sur la place historique de Pinochet dans le contexte national. Pour lui, « Pinochet est un artiste de la politique qui a atteint la dimension d'un mythe, celui des guerriers fondateurs. Il est l'héritier de l'Histoire chilienne et c'est une vérité difficile à affronter […] Ce général en soi insignifiant a incarné des valeurs ancrées ici depuis la fondation du pays. [Il continuera] de les incarner, déchu ou pas, vivant ou mort ». Cette vision est partiellement remise en question par José Maldavsky, pour qui le général Pinochet a déjà cessé d'incarner ces valeurs auprès de l'armée, le milieu qui lui est le plus favorable. Sous la présidence de Sebastián Piñera – un riche homme d’affaires conservateur élu en 2010 –, le Conseil national de l’éducation a entrepris de réviser les programmes d’histoire. En 2012, il fait retirer des manuels scolaires la mention de « dictature » au sujet du régime de Pinochet, pour ne plus le présenter que comme un « régime militaire ».
Le régime du général Pinochet est devenu le symbole des dictatures d'Amérique du Sud, bien qu'il ne fût ni le plus long (Brésil de 1964 à 1985, Paraguay de 1954 à 1989, Cuba depuis 1959), ni le plus répressif (30 000 morts en Argentine), ni le seul à s'être personnalisé en son chef (Alfredo Stroessner au Paraguay, Fidel Castro à Cuba). Son régime fut cependant largement conspué par une partie de la  nouvelle gauche européenne à la suite du renversement d'Allende. Ainsi, le journaliste argentin Washington Uranga voit dans le général Pinochet un étendard, à la fois « objet de haine et de vénération », « suscitant répugnance ou adhésion inconditionnelle », symbole d'une époque tragique dont l'image « transcende les analyses et les capacités de la raison », constatant que, si pour certains, il est « l'incarnation du mal », pour d'autres, il restera « l'ange exterminateur du communisme. ». À l'occasion des grandes manifestations de 1983, le ministre français des Affaires étrangères, Claude Cheysson, le qualifia de « malédiction pour le peuple chilien ».

## Soutiens occidentaux
Selon Frederick Gareau, professeur de science politique à l'université d'État de Floride, certains pays occidentaux ont apporté un soutien au régime militaire chilien à commencer par les États-Unis, le Royaume-Uni et Israël. Le président Ronald Reagan admirait Pinochet, qu'il considérait comme le dirigeant qui avait sauvé le Chili du communisme. Les administrations républicaines successives soutiennent beaucoup plus la dictature de Pinochet que l'administration démocrate de Jimmy Carter, celle de Reagan votant contre ou s'abstenant, systématiquement lors des résolutions de l'Assemblée générale des Nations unies qui condamnaient les violations des droits de l'homme au Chili. Le soutien de Reagan change en 1986, quand Pinochet rétablit le couvre-feu et que l’administration américaine décide de soutenir une transition démocratique alors que plusieurs pays d'Amérique du Sud ont déjà basculé vers la démocratie. Des pays comme le Canada, le Danemark, la Finlande, l'Islande, les Pays-Bas, la Norvège et la Suède condamnent systématiquement le Chili de 1974 à 1989 pour terrorisme d'État et violation des droits de l'homme.
Lors de la guerre des Malouines, Margaret Thatcher remercie Pinochet pour le soutien qu'il avait apporté à l'armée britannique durant le conflit en mettant à sa disposition les radars chiliens et en recueillant les blessés. L'Argentine et le Chili, tous deux gouvernés par des dictatures militaires, entretenaient en effet des relations tendues en raison d'un conflit territorial. Le conflit du Beagle avait manqué de déclencher une guerre entre les deux pays du Cône Sud. Thatcher remercie encore publiquement et personnellement Pinochet en 1999, après la mise en résidence surveillée de ce dernier au Royaume-Uni à la suite d'un mandat d'arrêt international lancé par le juge espagnol Baltasar Garzón pour les violations des droits de l'homme commis sous son gouvernement. S'exprimant en faveur de sa libération, elle déclare que : « je suis bien consciente que vous êtes celui qui a amené la démocratie au Chili, vous avez établi une constitution appropriée à la démocratie, vous l'avez mise en œuvre, des élections ont été tenues, et enfin, conformément aux résultats, vous avez quitté le pouvoir ».